# Distretto di Gairo
Il distretto di  Gairo è un distretto della Tanzania situato nella regione di Morogoro. È suddiviso in undici circoscrizioni (wards) e conta una popolazione di 193 011 abitanti (censimento 2012).
Elenco delle circoscrizioni:
- Chagongwe
- Chakwale
- Chanjale
- Gairo
- Idibo
- Iyogwe
- Kibedya
- Mandege
- Msingisi
- Nongwe
- Rubeho